# Aluján
Aluján (aragonesisch Aluchán) ist ein spanischer Ort in den Pyrenäen in der Provinz Huesca der Autonomen Gemeinschaft Aragonien. Aluján gehört zur Gemeinde La Fueva und hatte im Jahr 2015 22 Einwohner.

## Baudenkmäler
- Casa Mur, erbaut im 16. Jahrhundert (Bien de Interés Cultural)

## Weblinks

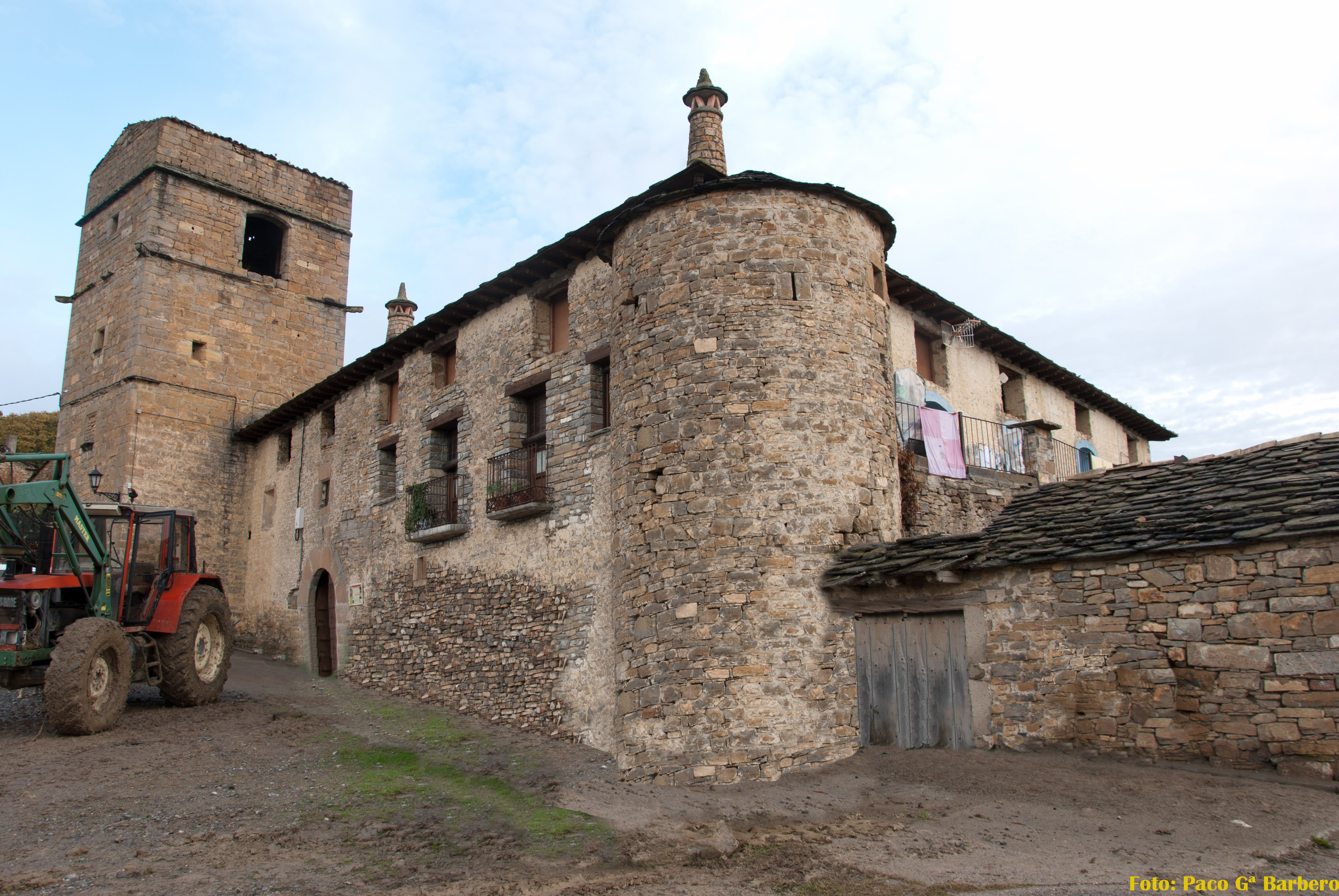
Casa Mur